# Bộ hiệu chỉnh về không

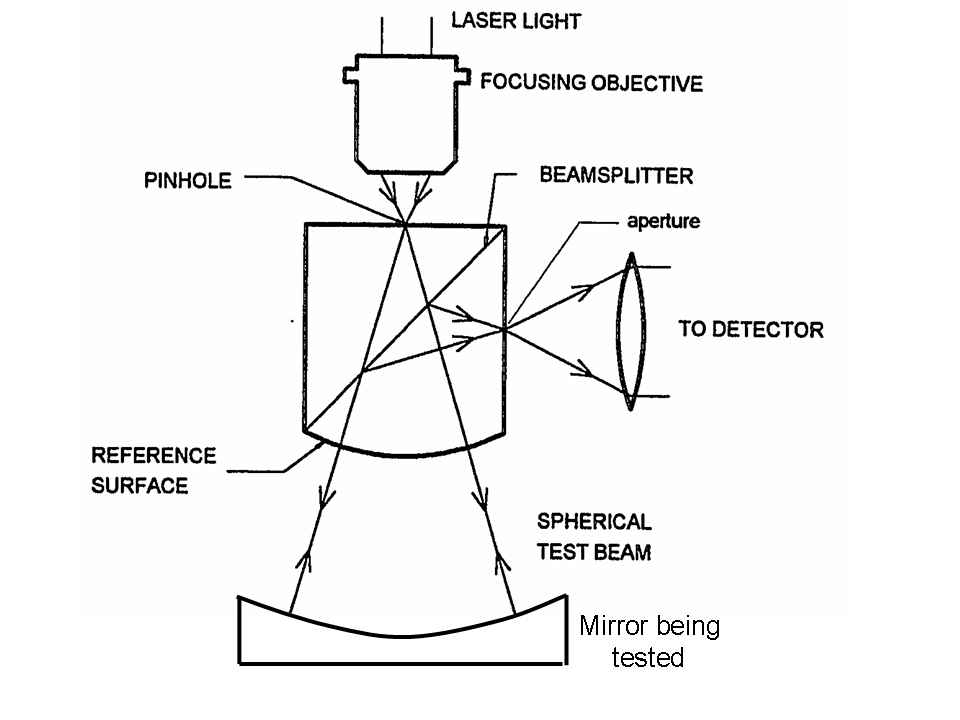
Kiểm tra gương cầu bằng giao thoa kế. Tất cả các bề mặt trong máy thử đều phẳng hoặc hình cầu, do đó bản thân máy thử khá dễ chế tạo và thử nghiệm. Thiết lập này có thể kiểm tra một gương hình cầu có kích thước bất kỳ - vì mặt sóng là hình cầu, gương có thể nhỏ và đóng lên, hoặc nhiều mét và xa hơn. Thử nghiệm chỉ yêu cầu lỗ kim được đặt ở tâm của quả cầu được xác định bởi bề mặt của gương.

Bộ hiệu chỉnh về không là một thiết bị quang học được sử dụng trong thử nghiệm các gương cầu lớn. Một gương hình cầu có kích thước bất kỳ có thể được kiểm tra tương đối dễ dàng bằng cách sử dụng các thành phần quang học tiêu chuẩn như laser, gương, gương bán mạ và thấu kính hội tụ. Một phương pháp để thực hiện điều này bằng cách sử dụng khối Shack được hiển thị ở bên phải và nhiều thiết lập có thể khác. Một thử nghiệm đo thoa kế như thế này tạo ra một đường đồng mức về độ lệch của bề mặt so với một hình cầu hoàn hảo, với các đường viền tính bằng một nửa bước sóng được sử dụng. Điều này được gọi là kiểm tra về không vì khi gương hoàn hảo, kết quả là không (không có đường viền nào cả). Nếu kết quả không phải là không, thì gương không hoàn hảo và mẫu hiển thị nơi người chế tại nên đánh bóng gương để cải thiện nó. 

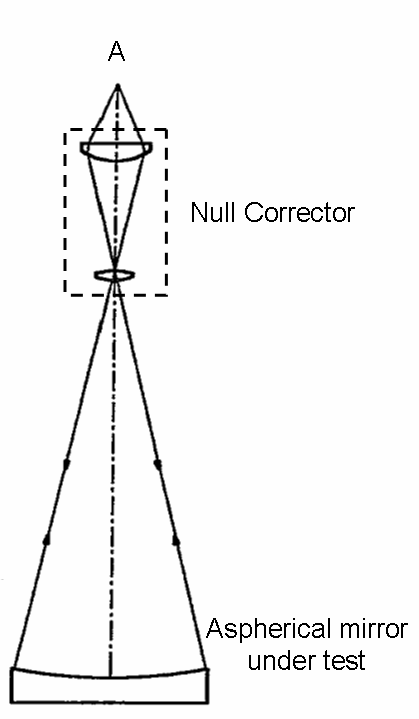
Thêm một bộ hiệu chỉnh về không để kiểm tra giao thoa kế có thể đo được một gương cầu. Các bộ hiệu chỉnh rỗng hủy phần phi cầu của gương con số, vì vậy khi nhìn từ điểm A, sự kết hợp trông chính xác hình cầu nếu gương thử có con số chính xác. Sơ đồ không phải là tỷ lệ - bộ sửa lỗi về không nhỏ hơn nhiều so với hiển thị ở đây.

Tuy nhiên, các gương được sử dụng trong kính viễn vọng hiện đại không phải hình cầu - chúng là các phép quay của parabol hoặc hyperbol, vì những hình dạng phức tạp hơn này làm giảm quang sai quang học và cho phạm vi quang sát rộng hơn. (Xem, ví dụ, kính thiên văn Ritchey-Chrétien, hoặc các kính chính thị ba gương như LSST). Các gương không hình cầu như thế này sẽ không cho kết quả về không khi được kiểm tra như trên và kết quả về không được ưu tiên cao (chúng là các thử nghiệm rất gọn yêu cầu giải thích ít và kết quả chuyển trực tiếp sang yêu cầu đánh bóng). Một giải pháp là giới thiệu một bộ sửa lỗi về không, như thể hiện trong hình thứ hai. Điều này bao gồm một hoặc nhiều thấu kính và/hoặc gương được đưa vào đường dẫn quang làm cho gương mong muốn trông giống như một gương cầu hoàn hảo. Sử dụng thiết bị này, bản đồ đường viền đo được hiện cho thấy sự khác biệt so với hình dạng mong muốn thay vì khác biệt so với hình cầu. Bây giờ đo lường và đánh bóng có thể tiến hành giống như trong trường hợp hình cầu. Phương pháp này được sử dụng trong sản xuất hầu hết các gương lớn cho kính viễn vọng hiện đại.
Vì gương sẽ là kết quả cho những gì bộ chỉnh sửa về không báo cáo, điều quan trọng là bộ chỉnh sửa về không phải chính xác. Một lỗi trong việc xây dựng bộ chỉnh sửa về không dẫn đến gương trong Kính viễn vọng không gian Hubble bị sai hình dạng. Ít được biết đến hơn, điều này cũng đã xảy ra trong các trường hợp khác, chẳng hạn như Kính thiên văn Công nghệ mới. Ban đầu, không có cách nào dễ dàng để kiểm tra bộ chỉnh sửa về không, vì vậy các nhà chế tạo gương cần phải chú ý thêm rằng các ống kính phải chính xác và cách đều nhau (phần thứ hai, khoảng cách, là nguồn gốc của lỗi bộ chỉnh sửa về không Hubble). Với sự ra đời của hình ba chiều do máy tính tạo ra, giờ đây có thể tạo ra hình ba chiều với phản ứng pha của gương tùy ý. Một hình ba chiều như vậy có thể được thực hiện để phân tích nhân đôi phản ứng pha của gương mong muốn, sau đó được kiểm tra bằng bộ hiệu chỉnh về không giống như gương thật sẽ được kiểm tra. Nếu sự kết hợp trông giống như một gương cầu đối với giao thoa kế, thì cả bộ hiệu chỉnh về không và hình ba chiều đều đúng với xác suất cao, vì bộ chỉnh sửa về không và hình ba chiều được xây dựng độc lập bởi các quy trình khác nhau. Quy trình này đã được sử dụng để kiểm tra (và tìm ra lỗi trong) bộ sửa lỗi về không được dùng cho trang bị thêm gương đơn cho Đài thiên văn MMT.